# Ib Andersen
Ib Andersen (født 21. august 1907, død 2. april 1969) var en dansk tegner, grafiker og arkitekt. 
Ib Andersen er mest kendt som bladtegner for Politikens "Magasinet" fra 1930'erne til Magasinets lukning i begyndelsen af 1960'erne. Han var stærkt påvirket af den danske guldalder i sin tegnekunst, men frembragte via sit talent sin helt egen genre. Han kunne som få andre tegne den danske natur, landskabet, dets provins og byernes huse og stemninger. Især den unge kvinde havde hans opmærksomhed; ofte fremstillet rygvendt eller i profil og gerne indsat i et naturmiljø, omgivet af  dyr, havens træer og nabohuse. Hans hustru Nanna var ofte model for de lyriske motiver, som tit blev fremstillet til novelleillustration i Magasinet. Ofte i farver og over to sider. Hans interesse for det grafiske, layoutet og typografien i kombination med hans egne tegninger bragte ham ind i forlagsverdenen, hvor han fremstillede solid og fængende bogkunst, som altid ramte bogens tema og tone og altid var genkendeligt som Ib Andersens værk. 
Blandt hovedværkerne er Den Fuldkomne Fisker 1943, Landluft 1944, En Vinter Lang 1956. I samarbejde med grafikeren, professor Gunnar Biilmann Petersen udviklede Ib Andersen efter krigen designet til Danmarks National Banks nye pengeseddelserie med motiver som bl.a. plovmanden, Kronborg, Egeskov Mølle og Roskilde Domkirke. Ib Andersen tilrettelagde også næste serie, hvis motiver var firben og egern. Han havde gennem flere år sit eget egern i sit atelier i Fredensborg, som sad model for tusindkronesedlen. 
Der var bud efter tegnerens virke, og hvad angår sin rejselyst kom han allerede fra en tidlig alder meget rundt i verden. Blandt andet til Brasilien. Forlæggeren Poul Westermann fik til de tidligere danske kolonier, St. Thomas, St. Croix og St. John i Vestindien, samt til Guldkysten i Afrika og Tranquebar i Indien. Af det kom der to pragtværker, som dog aldrig rigtig faldt i tegnerens egen smag. Han var utilfreds med gengivelsen af sit værk og forlagets beslutninger. 
Værket er alligevel et hovedværk, som også fremviser Andersens evner som udlært arkitekt (bl.a. fra Poul Henningsens tegnestue i slutningen af 1920'erne). Mest hans evne til at foretage opmålinger af fin dansk arkitektur og trods forfald og direkte ruin, fik han registreret og optegnet bygninger, som for længst var forladt og glemt. Ruiner og forfald blev et af hans ledemotiver. Han havde stor kunstnerisk sans for netop det og kunne tegne det med både ærlighed, stringens og indlevelse. Han var aldrig til fals for maner eller tegnemæssige vildveje, men elsket for sin motivverden, ofte i mol og især den regnvåde, nordsjællandske efterårsvej, med nedfaldsblade, forblæste trækroner og måske en tudse, der kravler over vejen. Det barokke og det samfundskritiske fandt også vej gennem hans pen. I hans motiver holdt han med ungerne i skolegården fremstillet med kærlighed og sans for det absurde, men altid med evnen til ikke at udlevere sine motiver. Det var altid med hjertet på rette sted. Men da urbaniseringen ramte byerne og betonboliger skød op i gamle bykvarterer, og når landvejens træer blev fældet af hensyn til bilistens fart, så spruttede hans vrede pen og han fremlagde komikken og alvoren i dagbladets spalter. Han blev fortolkeren af det danske landskab, men aldrig folkelig. 
Hans udsyn var mod den store verden, det bedste i litteraturen, og han blev trods rejserne i sit selvvalget eksil, sin Fredensborgske idyl på Stationsvej. Han blev også kendt for mesterlige plakater, især kan nævnes tivoliplakaten fra 1943 (som genoptrykkes og benyttes af Tivoli), den med ballongyngen mod nattehimlen. Endvidere huskes plakaten for DDL (Det Danske Luftfartselskab) med vindpose og den sorte DC-3 flyver. I 30'erne var han del af den saftige og kraftfulde udtryksform, hvor begejstringen for de nye strømninger greb om sig, og hvor hans eget virke nåede absolutte højder i både farve og dristige kompositioner. Det blev også ham, der for alvor kunne tegne den danske sommernattehimmel, hvis gulgrønne farve, optones til preuserblåt og til elfenbenssort, med et mørkt træ i silhuet fra villavejens haver, kun sporadisk oplyst af vejens gadelygter.

## Note/ekstern henvisning
1. ↑  I følge vennen Anders Bodelsen var det gennemgående hos ham, at han ikke tegnede ansigterne – det havde han svært ved Kristeligt Dagblad: Han tegnede det, han så